# Lincoln Palomeque
Lincoln Palomeque (né Lincoln Eduardo Palomeque Sandoval le 20 mars 1977 à Cúcuta, Norte de Santander, Colombie), est un acteur colombien.

## Biographie
Lincoln Palomeque étudie l'administration des entreprises et travaille comme chargé de relations publiques dans plusieurs  discothèques. Peu à peu il se rapproche du monde du spectacle si bien qu'il abandonne ce métier et commence à étudier le métier d'acteur au Théâtre National (Teatro Nacional). 
Sa première activité à la télévision est dans la telenovela Padres e Hijos.

## Carrière
Du 31 octobre au 10 décembre 2016, à Alméria en Espagne, Lincoln Palomeque enregistre le long métrage Jesús de Nazareth produit par José Manuel Brandariz et réalisé par Rafa Lara où il incarne Pedro Apóstol (l'apôtre Pierre) au côté de Julián Gil qui tient le rôle-titre.

## Filmographie

### Telenovelas
- Reportaje al misterio
- 1992 : Padres e hijos
- 1999 : Francisco el Matemático : Ignacio
- 2001 : Isabel me la veló
- 2002-2003 : Siete veces Amada : Reynaldo
- 2004 : Me amarás bajo la lluvia
- 2005 : Lorena : Juan Ferrero
- 2006-2007 : Hasta que la plata nos separe : Nelson Ospina "el Dandy"[3]
- 2008 : Novia para dos :  Adrián Zea / Toño Ríos
- 2009 : Las muñecas de la mafia : Giovanni
- 2009-2010 : Un palace pour deux (La bella Ceci y el imprudente) : Juan Antonio Durán
- 2010 : La diosa coronada : Lukas
- 2011 : La Reina del sur : Faustino Sánchez Godoy[4]
- 2012 : La Mariposa :  Richard Leguízamo[5]
- 2012 : Doubles Jeux (¿Quién eres tú?) : Lorenzo[6]
- 2013 : Allá te espero : Javier Linero
- 2013-2014 : Santa diabla : Willy Delgado[7]
- 2014-2016 : Señora Acero : Manuel Caicedo[8]
- 2020 : Café con aroma de mujer  : Leonidas Salinas
- 2023 : Faux Profil : David

### Films
- 2006 : Karma, el peso de tus actos
- 2014 : Estrella quiero ser[9]
- 2015 : El último aliento[10]

## Nominations et récompenses

### Premios Tu Mundo
| Année | Catégorie                     | Telenovela ou série | Résultat |
| ----- | ----------------------------- | ------------------- | -------- |
| 2016  | Acteur favori de super séries | Señora Acero        | Gagnant  |

### Miami Life Awards
| Année | Catégorie                              | Telenovela ou série | Résultat |
| ----- | -------------------------------------- | ------------------- | -------- |
| 2014  | Meilleur acteur juvénile de telenovela | Santa diabla        | Nommé    |

### Premios TVyNovelas
| Année | Catégorie                            | Telenovela ou série           | Résultat |
| ----- | ------------------------------------ | ----------------------------- | -------- |
| 2014  | Meilleur acteur de telenovela        | Allá te espero                | Nommé    |
| 2013  | Meilleur acteur antagoniste de série | La Mariposa                   | Gagnant  |
| 2010  | Meilleur acteur de répertoire        | Las muñecas de la mafia       | Nommé    |
| 2007  | Meilleur acteur de répertoire        | Hasta que la plata nos separe | Gagnant  |